# Neus Sanz
Neus Sanz (Igualada, 18 settembre 1973) è un'attrice spagnola.

## Biografia
Neus Sanz inizia a lavorare a 17 anni nella compagnia di teatro La Cubana. Appare per la prima volta in televisione su TV3, ma presto si trasferisce a Madrid per continuare la sua carriera.
Ha partecipato a serie come Casi Perfectos, anche se è maggiormente conosciuta per il ruolo di Rita Peláez in Los hombres de Paco, e nel film Volver - Tornare di Pedro Almodóvar. Ha inoltre partecipato al videoclip di Todo me da igual, singolo del gruppo musicale Pignoise.
Il suo lavoro più recente ad oggi è stata la serie di Globomedia El barco, trasmessa su Antena 3, in cui ricopre il ruolo di Salomé Palacios, la cuoca della Estrella polar. Nel settembre del 2013 è stata ingaggiata per la nuova serie di Telecinco B&b, de boca en boca, uscita nel febbraio del 2014.

## Teatro
- Cómeme el coco, negro (La Cubana, Gran Casino de Barcelona, San Pedro de Ribas), 1991.
- Maratón Dancing (La Cubana, Mercat de les Flors. Barcelona), 1992.
- Equipatge per al 2000 (La Cubana, CCCB. Barcelona), 1999.
- Cubanades (La Cubana, Gira por España y Francia), 2000-2001.
- Una nit d'òpera (La Cubana, Barcelona), 2001-2002.
- Asesinas: monólogos (Dirigida por Filomena Martorell), 2003.
- Tinc pis: monólogos (El Terrat, Teatre Victoria. Barcelona), 2003.
- 5mujeres.com (Globomedia, Gira por España), 2005-2008.
- Sexos, 2011.

## Televisione
- Els Grau (La Cubana, TV3), 1991.
- Teresines, S.A (La Cubana, TV3), 1991-1992.
- Me lo dijo Pérez (La Cubana, Tele5), 1998-1999.
- Tinc pis (El Terrat. BTV), 2003-2004.
- Casi perfectos (Globomedia Antena 3), 2004.
- 4 arreplegats (El Terrat, TV3), 2005.
- Los hombres de Paco (Globomedia. Antena 3), 2005-2010.
- Los irrepetibles de Amstel (Globomedia, La Sexta), 2006.
- Al pie de la letra (Antena 3), 2007
- El barco (Antena 3), 2011-2013.
- B&b, de boca en boca (Telecinco), 2014.
- Águila Roja (TVE), 2015-2016.
- Ritorno a Las Sabinas (Disney+), 2024-2025.

## Cinema
- Volver - Tornare, 2006.
- Carlito alla conquista di un sogno, 2008.

## Cortometraggi
- Reloj de Arena, 2009.

## Premi e candidature
- Premio Intercoiffure. 2007.
- Migliore interpretazione al "III Festival Cuéntalo en 90 segundos (2009)" di Almeria per l'interpretazione di Maribel nel cortometraggio "Reloj de Arena".
- Migliore interpretazione al "II Certamen Nacional de POSIvídeo (2009)" di Almeria per l'interpretazione di Maribel nel cortometraggio "Reloj de Arena".
- Premio migliore attrice al "VI Concurso del Plano Secuencia del Corovell (2010)" di Terrassa per l'interpretazione di Maribel nel cortometraggio "Reloj de Arena".
- Premio migliore attrice al "II Festival Internacional de Pilas en Corto (2010)" di Siviglia per l'interpretazione di Maribel nel cortometraggio "Reloj de Arena".
- Premio "Rodando" al "VI Festival de Cine y Discapacidad (2010)" di Malaga.